# Impérial (1811)
Pour les autres navires du même nom, voir Impérial.
L'Impérial un navire de guerre en service dans la Marine française de 1812 à 1825. C'est un vaisseau de ligne de premier rang, portant 118 canons sur trois ponts. Comme son homonyme l'Impérial (1803), il est de la classe Océan, est conçu par Jacques-Noël Sané, surnommé le « Vauban de la marine » et construit par François Poncet.

## Carrière
La construction commence en 1810 à Toulon et s'achève en 1812. C'est le vaisseau amiral français lors du combat du 5 novembre 1813.
Elle est rebaptisée Royal Louis en avril 1814 à la suite de la chute du Premier Empire, mais reprend le nom d'Impérial en mars 1815 au retour de Napoléon sur le trône. Après les Cent-Jours et la restitution de Louis XVIII, elle est de nouveau rebaptisée Royal Louis en juillet 1815, puis désarmée en juin 1816. Elle est condamnée en mars 1825 puis dissoute la même année.

## Sources